# Christoph 34

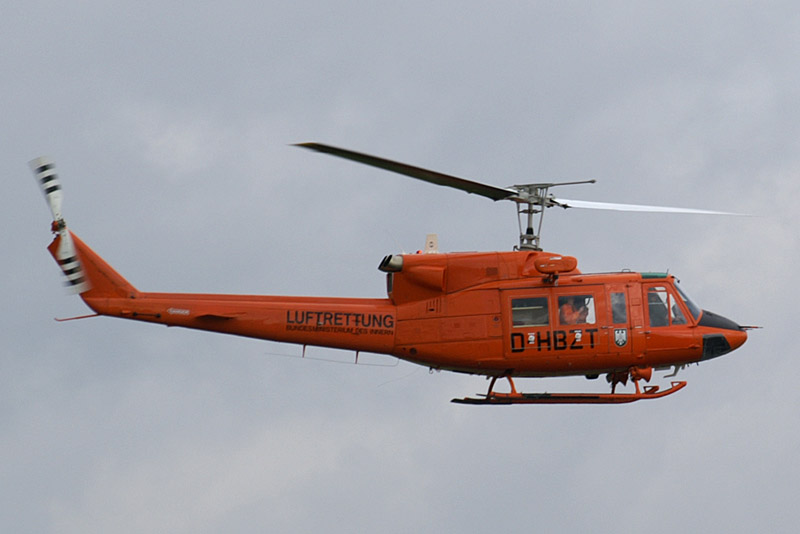
Ehemals als Christoph 34 eingesetzte Bell 212

Christoph 34 ist der Funkrufname des Zivilschutzhubschraubers des Bundesministerium des Innern, welcher am KMG Klinikum Güstrow stationiert ist. Er wird in den Landkreisen Rostock, Ludwigslust-Parchim und Nordwestmecklenburg sowie in den kreisfreien Städten Schwerin und Rostock eingesetzt.

## Station, Einsatz und Besetzung
Der Hubschrauber ist am Luftrettungszentrum am KMG Klinikum Güstrow stationiert und wird von der integrierten Leitstelle Mitte des Landkreises Rostock zu Rettungseinsätzen mit Notarztindikation alarmiert, wenn ein Notarzteinsatzfahrzeug (NEF) nicht rechtzeitig zur Verfügung steht oder die Art des Notfalls den Transport eines Patienten mittels Hubschrauber erforderlich macht.
Bei seinen Einsätzen ist der Rettungshubschrauber Christoph 34 mit einem Piloten der Bundespolizei-Fliegerstaffel Blumberg, bis 2006 mit einem Piloten der Bundespolizei-Fliegerstaffel Fuhlendorf, einem Notarzt aus dem KMG Klinikum Güstrow und einem Rettungsassistenten des DRK-Kreisverbandes Güstrow besetzt. Die Rettungsassistenten gehören zur Hubschrauberbesatzung (HEMS Crew Member) und unterstützen den Piloten im Bereich der Kommunikation und Navigation, während der Notarzt juristisch gesehen ein Passagier ist.

## Geschichte
Christoph 34 wurde 16. November 1992 in Dienst gestellt. Betreiber ist seitdem das Bundesministerium des Innern und für Heimat (Zuvor Bundesministerium des Innern, für Bau und Heimat bzw. Bundesministerium des Innern)
Zunächst wurde eine Bell 212 als genutzt. Diese wurde am 12. Januar 2006 durch eine Maschine vom Typ Bölkow Bo 105 ersetzt, da die bisher eingesetzte Bell 212 in Folge der Übernahme des SAR 71 (heute Christoph 29) durch die Bundespolizei am Standort Hamburg-Wandsbek benötigt wurde. Die neu eingesetzte Bölkow Bo 105 war zuvor am Standort Dresden verwendet worden, der allerdings von der Bundespolizei-Fliegerstaffel Ost Anfang 2006 aufgegeben wurde. Gleichzeitig mit dem Wechsel zur Bölkow Bo 105 übernahm in Güstrow die Bundespolizei-Fliegerstaffel Blumberg den Flugbetrieb.
Am 15. November 2007 erfolgte ein erneuter Wechsel des Luftfahrzeuges. Seitdem wird eine Eurocopter EC 135 eingesetzt.
Am 26. Juni 2014 wurde der Heckrotor der Maschine während eines Einsatzes in Dierhagen von einem Bienenschwarm belagert, der von der orangen Farbe des Hubschraubers angelockt wurde. Dadurch verzögerte sich der Rettungseinsatz.

## Einsatzstatistik
| Jahr     | 1993 | 1994 | 1995 | 1996 | 1997 | 1998 | 1999 | 2000 | 2001 | 2002 | 2003 | 2004 | 2005 | 2006 | 2007 | 2008 | 2009 | 2010 | 2011 | 2012 | 2013 | 2014 | 2015 | 2016 | 2017 | 2018 |
| Einsätze | 540  | 540  | 767  | 802  | 679  | 670  | 735  | 731  | 767  | 947  | 1069 | 969  | 956  | 1011 | 1004 | 1043 | 1014 | 1010 | 1010 | 916  | 884  | 976  | 917  | 939  | 913  | 885  |

## Sonstiges
Der Name Christoph geht auf den heiligen Christophorus zurück, den Schutzpatron der Reisenden. Nach ihm tragen alle deutschen Rettungshubschrauber den BOS-Funk-Rufnamen Christoph, gefolgt von einer Nummer bei Rettungshubschraubern und einer Bezeichnung zum Standort bei Intensivtransporthubschraubern.